# Estadio de la Reunificación
El Stade de la Réunification (Estadio de la Reunificación) es un estadio multiusos de la ciudad de Douala, Camerún. Fue inaugurado en 1972 con el fin de albergar la Copa Africana de Naciones de aquel año. Posee una capacidad para 30 000 personas y se utiliza principalmente para disputar partidos de fútbol, su club principal es el Union Douala que disputa la Liga de fútbol de Camerún.
En 2018, se lanzó un proyecto de renovación a cargo de la constructora canadiense Magil Construction Corporation, se proveyó una cobertura parcial de las gradas y el aumento de capacidad a más de 30.000 asientos.

## Eventos Importantes

### Copa Africana de Naciones 1972
- El Estadio albergó siete partidos de la Copa Africana de Naciones 1972.
| Fecha                 | Selección #1 | Resultado  | Selección #2 | Ronda                 | Espectadores |
| --------------------- | ------------ | ---------- | ------------ | --------------------- | ------------ |
| 25 de febrero de 1972 | Congo        | 1–1        | Marruecos    | Primera fase, Grupo B |              |
| 25 de febrero de 1972 | Zaire        | 1–1        | Sudán        | Primera fase, Grupo B |              |
| 27 de febrero de 1972 | Marruecos    | 1–1        | Sudán        | Primera fase, Grupo B |              |
| 27 de febrero de 1972 | Zaire        | 2–0        | Congo        | Primera fase, Grupo B |              |
| 29 de febrero de 1972 | Marruecos    | 1–1        | Zaire        | Primera fase, Grupo B |              |
| 29 de febrero de 1972 | Congo        | 4–2        | Sudán        | Primera fase, Grupo B |              |
| 2 de marzo de 1972    | Zaire        | 3–4 (t.s.) | Malí         | Semifinal             |              |